# Löwenbräukeller
La Löwenbräukeller è una grande birreria situata a Monaco di Baviera. Venne inaugurata il 14 giugno 1883. La birreria è di proprietà della Löwenbräu.
La birreria è nota soprattutto perché Adolf Hitler tenne un discorso al suo interno per celebrare l'anniversario del Putsch di Monaco; il discorso venne fatto all'interno di questa birreria perché la Bürgerbräukeller, il luogo originale dove avvenne il Putsch era inagibile, a seguito del fallito attentato di Georg Elser contro Hitler avvenuto nel 1939. La Löwenbräukeller sopravvisse ai bombardamenti avvenuti a Monaco di Baviera durante la Seconda guerra mondiale.

## Storia
La Löwenbräukeller venne costruita tra il 1882 e il 1883, su progetto di Albert Schmidt. Venne inaugurata il 14 giugno 1883. Il costo totale per la costruzione della birreria fu di 413.311 marchi. All'epoca, la Löwenbräukeller era all'avanguardia in termini di tecnologia e igiene; era molto grande e poteva ospitare molte persone. La birreria divenne presto un centro eventi: intorno al 1900 vi si esibirono artisti celebri, come il viennese Deutschmeister e l'americano John Philip Sousa. L'8 novembre 1923, un giorno prima del fallito colpo di Stato di Hitler, Hermann Esser vi tenne un discorso.
Il 17 dicembre 1944 la Löwenbräukeller fu bombardata e rimase gravemente danneggiata (la sala principale fu completamente distrutta); l'edificio venne restaurato nel 1950.
Dal 2015 al 2018, la birreria venne gestita da Eduard Reinbold, mentre dal 2018 è gestita dal figlio Ludwig.